# Advent International
Die Advent International Corporation (Advent) mit Sitz in Boston ist einer der größten amerikanischen Private-Equity-Fonds mit einem betreuten Vermögen von 18 Milliarden Euro.

## Geschichte
Advent wurde im Jahr 1984 von Peter Brooke (1929–2020) gegründet. Seitdem hat Advent in mehr als 500 Unternehmen in 35 Ländern investiert, bei 130 Unternehmen davon wurden Börseneinführungen an internationalen Wertpapierbörsen realisiert.

## Advent im deutschsprachigen Raum
In Deutschland ist Advent seit 1991 unter dem Mantel der Advent International GmbH aktiv und hat im Laufe der Jahre zahlreiche Unternehmen übernommen. Im Januar 2005 erwarb Advent gemeinsam mit der Carlyle Group das Unternehmen HT Troplast, einen Anbieter von PVC-Verarbeitung, das 2007 an Arcapita weiterverkauft wurde. Im August 2005 folgte die Übernahme von Herlitz, einem Büroartikelhersteller, dessen Weiterverkauf 2009 an Pelikan erfolgte. Im selben Jahr, im September 2005, erwarb Advent eine Mehrheitsbeteiligung an Casa Reha, einem Anbieter von Pflegedienstleistungen, der 2008 zu einer Minderheitsbeteiligung wurde.
Die RWE Solutions übernahm Advent im Mai 2006 vollständig, einschließlich der Beteiligungen an Lahmeyer International, SAG und Nukem, bevor die Einzelgesellschaften verkauft wurden. Im Februar 2007 erwarb Advent gemeinsam mit der Carlyle Group das Chemieunternehmen H.C. Starck von Bayer. Zudem erwarb Advent im März 2007 den Chemikalienproduzenten Oxea in Oberhausen und im Juli 2007 den PVC-Pastenbereich von Ineos an den Standorten Schkopau und Hillhouse (UK).
Auch im Bereich Mode tätigte Advent 2007 eine bedeutende Akquisition, als das Unternehmen im Juli eine Mehrheitsbeteiligung an Takko erwarb, einem Modediscounter. 2010 erfolgte der Weiterverkauf an den britischen Private-Equity-Konzern Apax.
Im Oktober 2009 übernahm Advent die Median Kliniken, ein Klinikunternehmen. 2012 folgte die Akquisition des Geschäftsbereichs „Coating Resins“ vom Chemiekonzern Cytec, der später unter dem Namen Allnex firmierte. 2012 erwarb Advent zudem die Mehrheit an Douglas Holding, einem Einzelhandelskonzern. Im Januar 2017 erwarb Advent gemeinsam mit Bain Capital den Finanzdienstleister Concardis. Im selben Jahr folgte zudem die Übernahme von Williams Lea Tag von der Deutsche Post AG.
Advent übernahm im Juni 2018 das Verbrennungsmotorengeschäft von General Electric für 2,8 Milliarden Euro, einschließlich der Unternehmen GE Jenbacher und Waukesha Engines. Im März 2019 erwarb Advent den Methacrylat-Verbund, einschließlich der Produktion von Plexiglas, von Evonik für 3 Milliarden Euro. Der Verbund firmiert seit August 2019 unter dem Namen Röhm GmbH, und in diesen Deal war auch der Kauf des Cyanide-Produzenten CyPlus GmbH eingeschlossen.
Im August 2020 erwarb Advent 25 % der Anteile von Hermes Germany, nachdem sich die Otto Group als Mehrheitseigentümer von Hermes Europe zurückzog, und übernahm außerdem 75 % von Hermes Großbritannien.
In der Schweiz ist Advent unter anderem beteiligt an Dufry, einem Betreiber von Duty-free-Läden an Flughäfen.

## Internationale Übernahmen und Beteiligungen
Im Juni 2023 übernahm Advent die Mehrheit der Sprecher-Berrier-Gruppe für etwa 700 Millionen Euro.